# Wjatscheslaw Schabranskyj
Wjatscheslaw Wiktorowytsch Schabranskyj (ukrainisch Вячеслав Вікторович Шабранський, engl. Transkription Vyacheslav Shabranskyy; * 1. Mai 1987 in Schytomyr, Ukrainische SSR) ist ukrainischer Profiboxer im Halbschwergewicht. 

## Amateurkarriere
Schabranskyj wechselte vom Kickboxen kommend zum Boxsport und wurde dort 2008 und 2009 jeweils Ukrainischer Vizemeister im Halbschwergewicht, nachdem er in den Finalkämpfen gegen Dmytro Smagula bzw. Oleksandr Hwosdyk verloren hatte. Ab 2010 boxte er im Schwergewicht, schaffte aber nicht den Sprung ins Nationalteam. In den Saisons 2010/11 und 2011/12 boxte er für das Team Los Angeles Matadors in der World Series of Boxing und bestritt acht Kämpfe, von denen er fünf gewann.
Seine bedeutendsten Siege erzielte er gegen József Darmos (April 2010), Kenneth Egan (Januar 2011), Rustam Toʻlaganov (Juli 2011) und Rafael Lima (Januar 2012).

## Profikarriere
Wjatscheslaw Schabranskyj gewann sein Profidebüt am 20. September 2012. Er steht bei Golden Boy Promotions unter Vertrag und wird von Manny Robles trainiert. Er boxte bisher ausschließlich in den USA und blieb in seinen ersten 17 Kämpfen ungeschlagen, wobei er 14-mal vorzeitig gewann. 15 seiner Gegner wiesen dabei eine positive Kampfbilanz, mehr Siege als Niederlagen, auf.
Am 16. Dezember 2016 verlor er durch KO in der siebenten Runde gegen Sullivan Barrera und am 25. November 2017 beim Kampf um die WBO-Weltmeisterschaft durch TKO in der zweiten Runde gegen Sergei Kowaljow.
Im September 2019 siegte er gegen den ehemaligen WBA-Interimsweltmeister Felix Valera.